# Peter Rasmussen (fodboldspiller)
 Der er flere personer med dette navn, se Peter Rasmussen.
Peter Rasmussen (født 16. maj 1967) er en tidligere dansk fodboldspiller. Har har bl.a optrådt for AaB og Viborg FF.
I perioden 1989 – 1996 spillede han 13 kampe for landsholdet, ligesom han spillede en del kampe for ligalandsholdet. Han var en vigtig brik på det danske hold, der vandt King Fahd Cup 1995. Rasmussen scorede blandt andet det ene mål i finalesejren på 2-0 over Argentina.
Peter Rasmussen er pt træner for den nystartede klub FC Aalborg, der spiller serie 5. En klub han i øvrigt selv var med til at starte.

## Religion
Peter Rasmussen betegner sig selv som religiøs og har tidligere været en del af The Last Reformation.